# Eilandsraadverkiezingen Curaçao 1995
De Eilandsraadverkiezingen Curaçao 1995 waren verkiezingen voor de eilandsraad van Curaçao. Zij vonden plaats op 12 mei 1995.
De 21 zetels in de eilandsraad werden verdeeld door middel van het systeem van evenredige vertegenwoordiging.

## Uitslag

### Stemmen en zetelverdeling
| Partij                   | 1995      | 1995  | 1995   | 1995 |
| Partij                   | # stemmen | %     | zetels | +/-  |
| ------------------------ | --------- | ----- | ------ | ---- |
| PAR                      | 24.055    | 34,18 | 8      |      |
| MAN                      | 19.561    | 27,79 | 6      | +3   |
| PNP                      | 11.906    | 16,92 | 4      | -6   |
| FOL                      | 6.841     | 9,72  | 2      | +2   |
| DP                       | 4.654     | 6,61  | 1      | -1   |
| Nos Patria               | 1.649     | 2,34  | 0      |      |
| overige partijen in 1995 | 1.719     | 2,44  | 0      |      |
| totaal                   | 70.385    | 100   | 21     |      |

## Einde zittingsperiode
De zittingsperiode van de eilandsraad eindigde na de eilandsraadverkiezingen van 7 mei 1999.